# リチャードソン (テキサス州)
リチャードソン（英: Richardson）は、アメリカ合衆国テキサス州のダラス郡にある都市。ダラスの北に位置している。人口は11万9469人（2020年）。市域の一部はコリン郡に跨る。
リチャードソンはダラス郊外の裕福な住宅地であり、通信系の会社が集積する「通信回廊」がある。世界でも最大級の通信・ネットワーク会社であるAT&T、ベライゾン・コミュニケーションズ、シスコシステムズ、サムスン、富士通などを含め、5,000社以上の企業が市内に立地している。
2006年、CNNの雑誌「マネー」ではアメリカ合衆国で住みたい都市の15位にランク付けされた。テキサス州内では3位だった。2007年、モーガン・クイットノーによる第14回アメリカで最も安全な都市と最も危険な都市表彰では、リチャードソン市が全米で69番目に安全な都市とされた。テキサス州内では5位だった。
2008年、「マネー」によるアメリカ合衆国で住みたい都市の18位にランク付けされた。テキサス州内では4位だった。2009年、雑誌「ビジネスウィーク」によって毎年報告される「子供を育てるための最良の場所」調査では、リチャードソン市をテキサス州内で2位に位置付けた。
2004年にアメリカ合衆国環境保護庁と運輸省から、通勤者にとって最良の働き場所に認められた。北部テキサス州では初めてのことだった。それ以来2010年まで連続して認定されている。

## 歴史

### 開拓初期
1840年代、それまでコマンチェ族やカド族インディアンが住んでいたリチャードソンの地域に、テネシー州やケンタッキー州からの開拓者が来るようになった。初期の数家族はブレッキンリッジと名付けられた地域周辺に集まった。ここはアメリカ連合国の国務長官で将軍、1857年から1861年までアメリカ合衆国副大統領を務めたジョン・ブレッキンリッジに因む命名だった。この町は現在のリッチランド・カレッジがある場所に近く、雑貨屋、鍛冶屋およびフロイドの宿屋があった。
南北戦争後、新しい鉄道はブレッキンリッジを通らず、その北西部にある地域が新しい活動の中心になった。ウィリアム・J・ウィーラーが町の土地と鉄道の通行権を寄付したが、町のその名前が付けられることは辞退した。その代わりにダラスからデニソンまでの鉄道を敷いた鉄道建設請負者E・H・リチャードソンに因んで町の名前が付けられた。
リチャードソンの町は1873年に法人化された。当初は雑貨屋、郵便局および薬屋があるだけだった。1908年、電気鉄道のインターアーバンが北はデニソン、南はウェーコ、南東はコーシカーナ、西はフォートワースを結んで運行を始めた。1910年までに最初の電話機、電灯、砂利道が現れ、人口は600人になっていた。1914年、赤煉瓦の校舎が建設された。この建物は現在、リチャードソン独立教育学区の管理事務所になっている。

### 成長期
1924年、赤煉瓦の道、グリーンビル・アベニューが完成し、交通量が増え、人口と資産価値が増した。翌年、市政が布かれて初代市長トマス・F・マカミーが選出された。課税対象資産の総額は515,292ドルと評価され、全部で15の事業所が運営されていた。1926年に市債が発行され、水道工事が完成したので、住宅は家の中に水道を引くことができた。続いて下水処理場が完成し、自警消防団が運営を始め、それから間もなくローンスター・ガスやテキサス電力電灯会社と公共事業契約が結ばれた。1940年の人口は約740人に留まっていたが、第二次世界大戦後に新たな人口膨張が起こった。1950年までに約1,300人になっていた。救急活動、警察および公園・レクリエーション施設といった自治体としてのサービスを住民は利用できるようになった。
1951年、コリンズ・ラジオがリチャードソン事務所を開設し、市は電子の時代に入った。アメリカ国道75号線が1954年に開通し、昔の農業の都市はショッピングセンターと住宅の都市に変わった。1955年、リチャードソンで初の警察署が組織化された。この時は署長と警官が2人だった。1956年6月23日、住民投票で自治憲章を採択して市政委員会・シティマネジャー方式を採用し、これが現在でも続いている。郵便の個別配達制度が5,000人の住人に対して可能になり、公園や市役所のための市債が承認された。1956年にはまた、テキサス・インスツルメンツ社がリチャードソン市境の直ぐ南側に事務所を開設し、人口や経済的な位置付けが大きく上がったので地下が劇的に高騰した。
1961年、エリック・ジョンソンなどテキサス・インスツルメンツ社の重役がリチャードソン市北西部の土地を取得し、南西部先端研究センターを開設して、工学士や自然科学の学士号を提供するようになった。1969年、この場所と施設は州に移管されテキサス大学ダラス校と呼ばれるテキサス大学システムの一部になった。1972年、市の人口が約56,000人となり、同年のリチャードソン独立教育学区は16小学校、7中学校、4高校に児童生徒約32,000人を抱える様になった。 
現在の市は1950年代や1960年代のようなベッドタウンでは無くなり、市自体が重要な雇用主体であり、テレコム・コリダーでは8万に以上の人が毎日働いている。ニューアーバニズムによる広い範囲の開発や再活性化によって第2の成長期を経験しようとしている。

### 近年の歴史

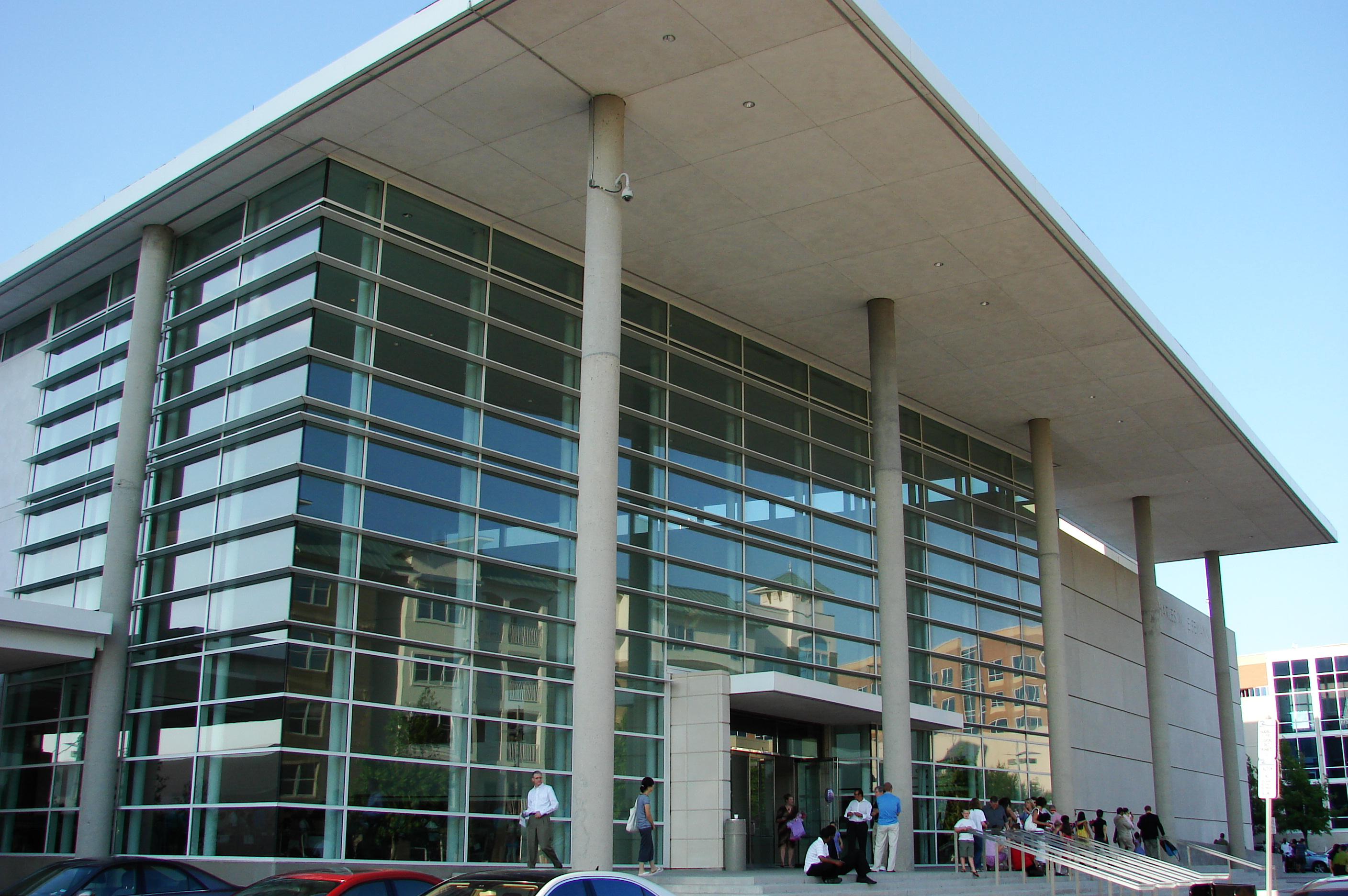
チャールズ・W・アイゼンマン芸能センター

バッキンガム市がリチャードソン市に周りを全て取り囲まれる状態になった後、1996年に併合された。
ダラス地域高速鉄道（ダート）が1990年代後半に市内の3つの駅の建設を完成させた。2002年、ダートの4つめの駅と「アイゼマン芸能と法人提案のためのセンター」がギャラティン公園駅都市センターにオープンした。
リチャードソン市はアルコールの販売を許さない「ドライ都市」だったが、2006年11月に行われた選択権住民投票によってグロサリーストアやコンビニ店でビールやワインを販売することが認められた。バッキンガム市では併合される前に全域でアルコール販売が認められていたので、法によってその継続が認められた。
2008年5月12日、市政委員会は全員一致で禁煙条令を承認し、2009年1月1日から発効となった。仕事場、レストラン、ボウリング場、ビンゴパーラー、公設公園、屋外での特別イベントでの喫煙が禁止され、屋内型施設ではドア、開閉できる窓、換気口などの開口部周辺から25フィート (7.5 m) 以内での喫煙が禁じられた。例外とされるのは個人住宅、タバコの売り上げが90％以上を占めるタバコ店、レストランやバーに併設される開放型パティオ、アルコールの売上げが70％以上を占めるバーである。アルコール売上比率が50％から70％であるバーの場合、他の施設や喫煙が禁止されている区域と分離された喫煙室があれば適用除外とされた。自由に喫煙できたり喫煙を許可する事業所は全て市がデザインした標識を立てることが求められ、その喫煙許可の状態について利用者に報せることとされた。市政委員のジョン・マーフィーは「ダラス・モーニングニュース」紙に、「この委員会でこれほど軋轢を生じさせる問題があったことは無かった」と語った。
2008年7月、ハイツ公園の遊技場にあったロケット型滑り台など宇宙開発と冷戦時代の遊具を取り去ったことで、市は地元メディアの注目を集めた。
2008年秋、スタイル・ネットワークのテレビ番組ピーター・パーフェクトがリチャードソンを舞台にした。事業の改造を扱うこの番組は市の歴史的中心街にあったアパレルと刺繍の店、スピリットウェアの改装を扱った。その第1回は2009年1月22日に放送された。店の改装と同時に店を経営する婦人達も変身を体験した。この番組がカリフォルニア州以外で撮影されたのは初めてのことだった。
2009年4月、マイク・ジャッジはインタビューに答えて、映画「キング・オブ・ザ・ヒル」の舞台にリチャードソンを擬えたアーレンを作ったと語った。

## 地理

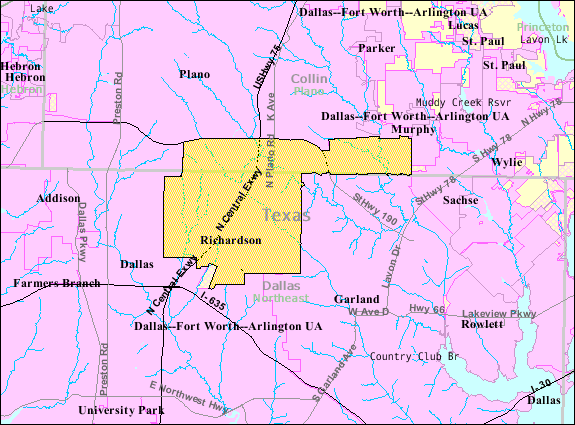
リチャードソンの地図

ダラス市とプレイノ市がリチャードソン市の大半と境を接しており、それ以外の市境はわずかである。南は北東部ダラス（レイクハイランズ）、南西部は北部ダラス、西は最北部ダラス、北西は西部プレイノ、北は東部プレイノ、北東はマーフィ、東はサッチェ、南東はガーランド市と接している。
リチャードソンは北緯32度57分56秒 西経96度42分57秒 / 北緯32.96556度 西経96.71583度に位置する。アメリカ合衆国国勢調査局に拠れば、市域全面積は28.6平方マイル (74.0 km2)であり、全て陸地である
市域のおよそ3分の2にあたる18.2平方マイル (47.1 km2)はダラス郡内にあり、北側の残り3分の1、9.2平方マイル (23.8 km2)がコリン郡内に入っている。

## 気候
リチャードソンは温暖湿潤気候（ケッペンの気候区分"Cfa"）に属すると考えられる。

## 政治

### 市政府
1956年6月23日、住民投票で自治憲章を採択して市政委員会・シティマネジャー方式を採用した。この形態は市政委員会という選出された役員による強い政治的指導力と、指名されたシティマネジャーという管理の専門的な経験を組み合わせることにある。全権限が選挙で選ばれた市政委員に集中し、公共事業の実施について監督するための専門的に訓練されたマネジャーを委員会が雇うところに、この方式の代表制が確立されている。

### 選挙
市政委員会の委員は2年ごとに無党派制で選挙される。委員は7人であり、4人は市内の4選挙区からそれぞれ1人ずつ、3人は全市から選出される。委員の互選により市長と副市長が選ばれる。

### 責務
市政委員はシティマネジャーを雇用し、市検察官、市事務官、地方裁判所判事、市健康管理官を指名し、また市の理事会や委員会のメンバーに市民を指名する。市の条令を成立させ、財政改善を計画し、市債を発効して売却し、資産の売買を行い、市の管理部局を設立し、市が行うサービス内容を決定し、年間予算を承認し、市の課税率を設定する責任がある。シティマネジャーは、市の日々の運営、部局長の雇用、市職員の監督、市が関わる計画への指示と調整、市の法律と条令全ての執行、年間予算案の推薦を責務にしている。

### 会合
市政委員会定例会議は毎月第2および第4月曜日午後7時半から市役所の委員会室で開催される。分科会は毎週月曜日午後6時から市役所のリチャードソン・ルームで開催される。市民は委員会の傍聴を許され、ビジターズセクションでは発言できる。分科会にも出席でき、ビジターズセクションでは発言できる。市は委員会の様子をビデオとケーブルテレビを使ってオンラインで流している。市政委員会と市政府がどのように運営されるかを説明する公式のオンラインコンテンツはほとんど無いが、地元のウェブサイト、リチャードソン・エコーがリチャードソン市政委員会会合に関する非公式ガイドを掲載しており、どのように定例会議と分科会が運営されるかを説明し、市が提供するオンラインコンテンツへの説明とリンクを載せている。

## 経済
2005年から2009年、アメリカ合衆国国内では景気減退を経験する中で、リチャードソン市はその経済力をそこそこ拡大した。市の総資産額は2005年の83億ドルから2008年の95億ドルまで拡大した。消費税収入は2005年の2,100万ドルから2008年の2.470万ドルに増大した。法人による採用と雇用者数もかなり増大している。1987年以降のダラス・フォートワース都市圏では最大事業用地開発であるブルークロス・ブルーシールド開発などでは、床面積100万平方フィート (90.000 m²) の15階建てビルが建設され、3.100人が働いている。その他大きな法人の拡大あるいは転入としては、バンク・オブ・アメリカの財務サービス部、メトロPCS本社、ヤフー!、富士通トランザクション・ソリューションズおよびハルフ・アソシエイツがある。
2009年、AT&Tが20万平方フィート (18,000 m²) 以上のスペースの10年間賃貸契約に署名した。すべてアメリが国道75号線の直ぐ東、レイクサイド・ブールバード2270の7階建てビルが使われる。
市の特に東部では多くの多目的開発、郊外型インフィル開発および通勤利便性を指向した開発が行われてきた。ザ・ベニューはダートの鉄道駅があるギャラティン公園に隣接する広さ4エーカー (16,000 m²) の多目的開発である。多目的インフィル開発であるイーストサイドはアラパホセンターとギャラティン公園という2つの駅の中間にある。キャンベル道路とアメリが国道75号線の交差点南東隅に位置している。ここにはポスト・プロパティーズ社による450戸のアパート、床面積90,000平方フィート (8,100 m²) の小売りとレストランのスペース、および床面積35,000平方フィート (3,100 m²) のオフィススペースがあり、既存の11階建てビルに追加されたものである。イーストサイドの第2段階では12エーカー (48,000 m²) のオフィスと多目的開発になる予定である。2億ドルを掛けた多目的開発であるブリック・ロウはスプリングバレー道路とグリーンビル・アベニューの北西角に位置し、アメリが国道75号線からは東に半マイル (800 m) 足らずである。ブリック・ロウはスプリングバレー駅に隣接し、完成すれば、500戸の高級アパート、150戸の一戸建て家屋、300戸までの集合住宅ができ、歴史と自然があるマカミ・スプリングスを囲む2エーカー (8,000 m²) の土地がある。ザ・シャーは広さ6.5エーカー (26,000 m²) の多目的センターである。その第2期では10エーカー (40,000 m²) の土地が追加される。元のリチャードソン・スクエアモールは屋外型小売りセンターに再開発された。その他再開発され、あるいは改修された小売りセンターとしては、バッキンガム・プラザ、バッキンガム・スクエア、ダル・リッチ・ビレッジ、リチャードソン・ビレッジ、II クリークスおよびリチャードソン・ハイツがある。
クライテリオン・プロパティ・カンパニーLPはカスター・パークウェイの190コリダーに360戸のリゾートタイプ多世代住宅計画を完成させた。ザ・プラデラと呼ばれる14棟ビルの開発はブッシュ・ターンパイク190の直ぐ南であり、62エーカー (248,000 m²) で計画されているホール・オフィスパークに隣接している。このオフィスパークは最終的に100万平方フィート (90,000 m²) 以上のオフィスビルができる予定である。
リチャードソン市はアドバンス・パブリケーションの2006年「年間最良の不動産取引」、国際経済開発委員会の2006年「技術に基づく経済開発賞」、テキサス経済開発委員会の2007年「テキサス経済優秀賞」など多くの経済賞を獲得してきた。
2008年以降、スタンダード&プアーズとムーディーズの格付けでは、リチャードソン市の信用度を“AAA”とランク付けし、以前の“AA+”より1ランク上がった。スタンダード・アンド・プアーズによるランク“AAA”の都市はテキサス州で4都市、全米で88都市しかない。リチャードソン市は昼間人口が140,000人以上に増加したことで都市圏では2番目に雇用の多い場所となった。その経済は通信産業に根ざし続けている。しかし市の資産税基盤はテレコム・コリダーだけでなく、健康管理、技術および金融など他の産業分野にも及んでいる。一人当たり売上高は全国平均の2倍であり、一人当たり消費税額ではダラス・フォートワース都市圏で第2位である。税収入は10位までに入る納税者で全評価額の10％を占めており、多様さを示している。

### 本社を置く会社
メトロPCS、フォッシル、 レノックス・インターナショナル、ベント・ア・フードおよびウィングストップ・レストランがその本社をリチャードソン市内に置いている。

### 主要雇用主
リチャードソン市の発行する包括的年間財政報告書に拠れば、市内の主要雇用主12傑は以下の通りである。
| 順位 | 雇用主                                       | 従業員数 |
| ---- | -------------------------------------------- | -------- |
| 1    | AT&T                                         | 6,000    |
| 2    | リチャードソン独立教育学区                   | 4,780    |
| 3    | ブルークロス・ブルーシールド・オブ・テキサス | 3,100    |
| 4    | バンク・オブ・アメリカ                       | 3,000    |
| 5    | テキサス大学ダラス校                         | 2,830    |
| 6    | ベライゾン・コミュニケーションズ             | 2,250    |
| 7    | 富士通ネットワーク・コミュニケーションズ     | 1,500    |
| 8    | ロックウェル・コリンズ                       | 1,200    |
| 9    | シスコシステムズ                             | 1,200    |
| 10   | ELCAN オプティカルシステムズ/レイセオン      | 1,100    |
| 11   | ユナイテッド・ヘルスケア                     | 1,100    |
| 12   | エリクソン                                   | 1,000    |

その他の大手企業として以下のものがある 。
| - AMX コーポレーション - オートメイテッド・サーキットデザイン - アバイヤ - Avnet - ボーイング・サービス - リチャードソン市 - ケアマーク・ファーマシー・サービシーズ - 教育サービスセンター第10地域 - フォッシル - ハネウェル | - レノックス・インターナショナル - メトロPCS - オーウェンス・コーニング - サムスン・テレコミュニケーションズ・アメリカ - システマックス/コムスコープ - テクトロニクス - テキサンズ・クレディット・ユニオン - トラベラーズ・プロパティイ・カジュアルティ・インシュアランス - トライデント・メタルズ - トリクイント・セミコンダクター - U.S. オンコロジー |

## 人口動態
以下は2000年の国勢調査による人口統計データである。
| 基礎データ - 人口: 91,802人 - 世帯数: 35,191世帯 - 家族数: 24,774家族 - 人口密度: 1,241.1人/km2（3,213.9人/mi2） - 住居数: 36,530軒 - 住居密度: 493.8軒/km2（1,278.9軒/mi2） 人種別人口構成 - 白人: 75.39% - アフリカン・アメリカン: 6.18% - ネイティブ・アメリカン: 0.45% - アジア人: 11.67% - 太平洋諸島系: 0.06% - その他の人種: 3.65% - 混血: 2.60% - ヒスパニック・ラテン系: 10.26% 年齢別人口構成 - 18歳未満: 24.8% - 18-24歳: 8.7% - 25-44歳: 32.7% - 45-64歳: 23.9% - 65歳以上: 10.0% - 年齢の中央値: 36歳 - 性比（女性100人あたり男性の人口） - 総人口: 97.6 - 18歳以上: 95.2 | 世帯と家族（対世帯数） - 18歳未満の子供がいる: 33.7% - 結婚・同居している夫婦: 58.1% - 未婚・離婚・死別女性が世帯主: 8.9% - 非家族世帯: 29.6% - 単身世帯: 22.9% - 65歳以上の老人1人暮らし: 5.5% - 平均構成人数 - 世帯: 2.59人 - 家族: 3.07人 収入と家計 - 収入の中央値 - 家族: 90,790 米ドル（2008年推計） - 性別 - 男性: 52,381米ドル - 女性: 35,255米ドル - 人口1人あたり収入: 29,551米ドル 全国平均：21,587米ドル - 住宅取得価格の中央値: 195,510米ドル（2008年推計） - 貧困線以下 - 対人口: 6.3% - 対家族数: 3.3% - 18歳未満: 6.4% - 65歳以上: 3.4% |

## 教育

### カレッジと大学

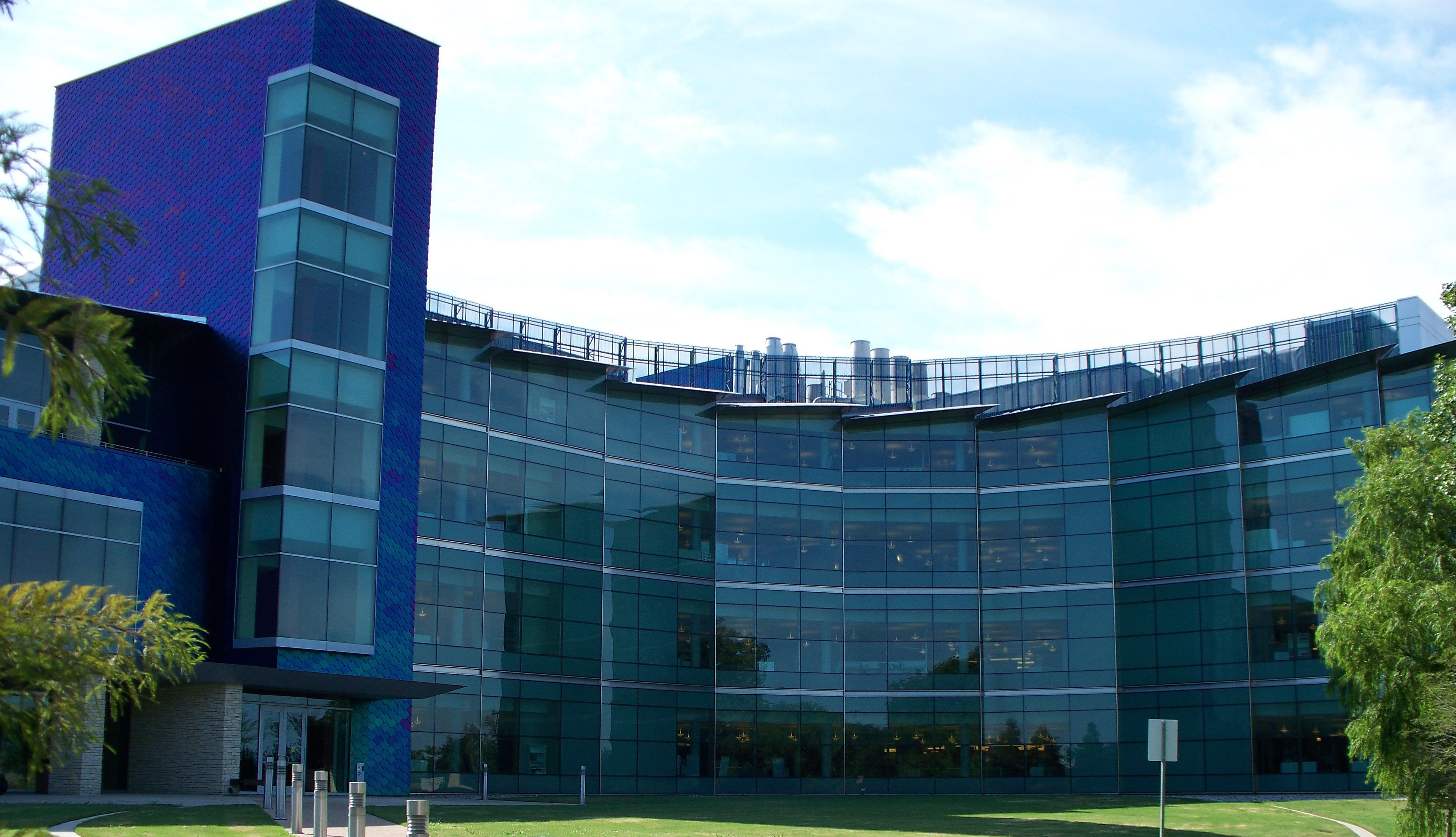
テキサス大学ダラス校自然科学工学研究室ビル

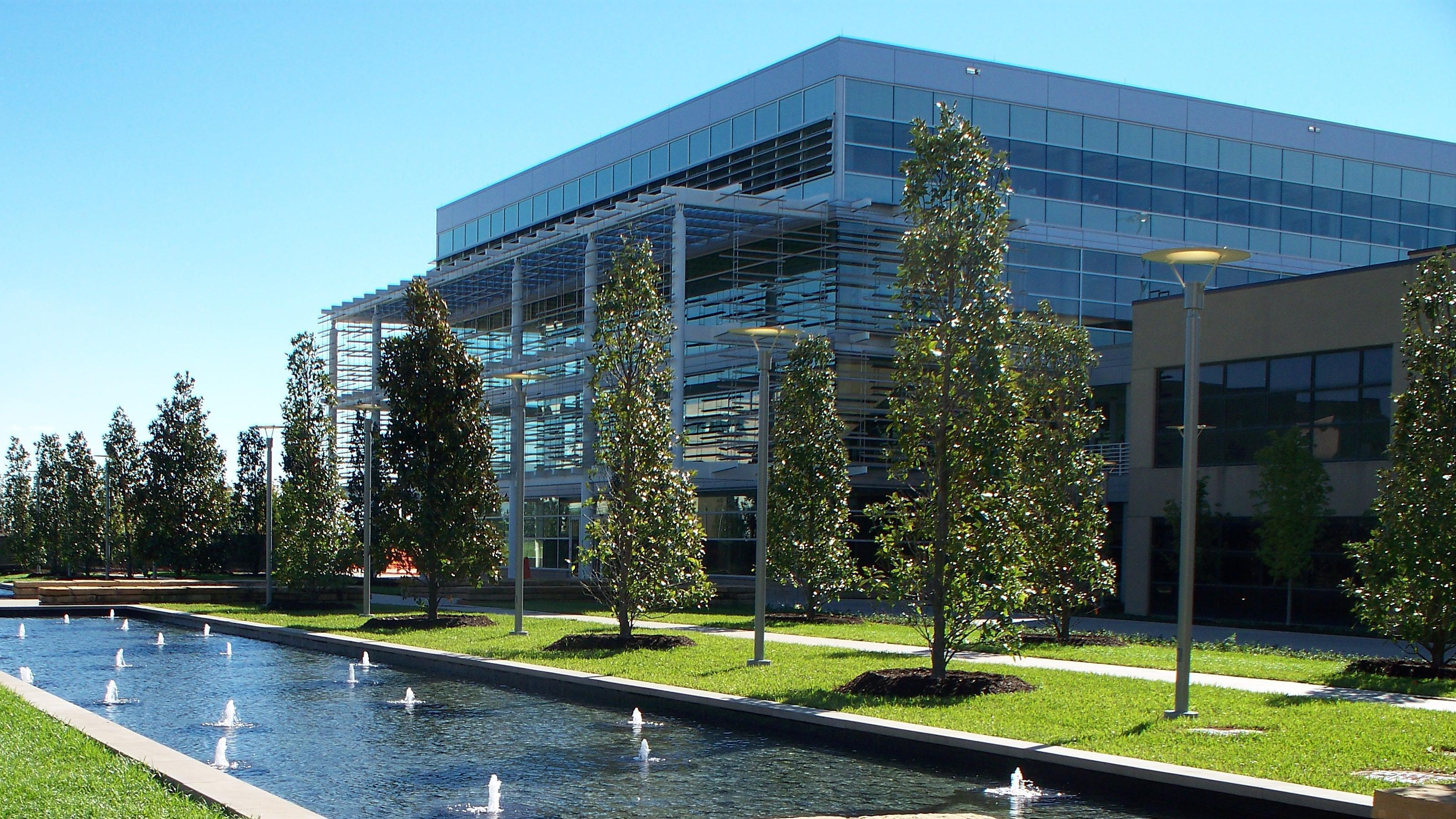
テキサス大学ダラス校学生サービスビル、 - LEEDのプラチナ評価を取った

テキサス大学ダラス校はテキサス大学システムに属する州立大学である。その名前にも拘わらず、主キャンパスはリチャードソン市内ウェストキャンベル道路西800にあり、広さは1.78 km²ある。南はキャンベル道路、東はフロイド道路、西はウォータービュー、北はシナジー公園ブールバードに面している。ウォータービュー科学技術センターと研究運営センターは賃貸ビルであり、ダラス市のウォータービュー・パークウェイ西側にあり、メインキャンパスに隣接している。リチャードソン市警察と消防が、リチャードソン市、ダラス市および大学との合意によりこれらの建物も管轄している。
大学はリチャードソン市内のキャンパスに隣接し、シナジー公園ブールバードとプレジデント・ジョージ・ブッシュ・ターンパイクの間の土地1.06 km²も所有している。リチャードソン市は2010年5月8日の住民投票で大学周辺の道路を繋ぐ環状道路建設のために280万ドルを当てる市債発行を承認した。この環状道路は市内の道路よりもキャンパス内の道路事情を良くするように設計されることになる。「USニューズ&ワールド・レポート」誌の2011年版最良のカレッジでは、テキサス大学ダラス校を「第1層」全国の大学の中でアリゾナ州立大学やイリノイ大学シカゴ校と並んで143位、全国の公立大学の中では72位、テキサス州の公立大学の中ではテキサス大学オースティン校とテキサスA&M大学に次いで第3位にランク付けした。2010年秋の学期では学生総数17,127人となっている。
リッチランド・カレッジはダラス郡コミュニティ・カレッジ地区に属するコミュニティ・カレッジである。ダラスとリチャードソン市境のダラス側にある。ダラス郡コミュニティ・カレッジ地区では最大のカレッジであり、学生総数は14,000人近い。2005年、リッチランド・カレッジはマルコム・ボルドリッジ国家品質賞を受賞した初のコミュニティ・カレッジとなった。

### 公共教育

#### 公立学校
市内の公立教育はリチャードソン独立教育学区が管轄している。ただしコリン郡に入っている部分はプレイノ独立教育学区が管轄している。
学区内の21の学校がテキサス州事業教育連合の2008年成績優秀賞に名を連ねた。これは2年連続のこととなった。この賞はテキサス州で継続して学術的な優秀さを示すところに与えられる最も権威ある賞である。類似した生徒数を抱える他の学校と比較したあらゆる項目で3年間連続して高い実績を挙げた学校を認定するものである。州内8,000以上の公立学校の中で、4％足らずの学校だけが成績優秀賞を受賞できるが、リチャードソン独立教育学区の場合は40％受賞資格があった。
リチャードソン独立教育学区とプレイノ独立教育学区には多くのブルーリボン学校がある

。ブルーリボン学校プログラムとは学校を表彰するために創設されたアメリカ合衆国政府のプログラムである。アメリカの学校が取得できる最高栄誉と考えられている。  The 
リチャードソン独立教育学区内にはリチャードソン高校など高校が3校ある, , 。クリスタ・マカリフ学習センターとオルタナティブ・スクールも学区内にある。レイクハイランズ高校も学区に属するが、リチャードソン市の直ぐ南、ダラス市内のレイクハイランズ地区にある。
プレイノ独立教育学区内のリチャードソン市域には4つの小学校がある。コリン郡に入っている市域の1部はプレイノ市内の小学校校区になっている。プレイノ市内の中学校3校、高校4校とマーフィー市内の中学校1校もコリン郡内のリチャードソン市域の生徒を受け入れている。

#### 私立学校
リチャードソン市内にはカトリック系の私立学校2校など全部で7校の私立学校がある。

### 公共図書館
リチャードソン公共図書館はアメリカ国道75号線とアラパホ道路の南西角、シビックセンター・ドライブ900にある。
リチャードソン公共図書館は1947年にダラス郡図書館の支所がリチャードソン中心街の乾物店の一角に設立された時に始まった。当時の蔵書数は400冊に過ぎず、乾物店の経営者が管理していた。市政委員会が1958年に市の部門として図書館を設立し、1958年にはタイラー通りに建設された新しい建物に移転した。この新しい図書館は床面積560 m²に足らず、建設費は10万ドルだった。
リチャードソンしは1960年代と1970年代に急速に成長し、図書館の施設も社会の需要を満たすには不適切になっていった。現在の図書館は200万ドルを掛けて建設し、1970年12月に開館した。床面積7,586 m²、4階建ての建物のうち、2つのフロアと3階の一部が使用された。1980年に地下室が造られて、レファンレンス用に使われた。1995年には再度拡張が行われ、4階部分を完成させ既に使われていた3階までは改修された。2006年に3度目の改修が行われ、青年サービス部門が拡張され、その他の蔵書やサービスが再配置された。
2008年秋に100万冊目の蔵書が貸し出されて、1経営年度で貸し出された数で新記録となった。近年は建物の改修と技術的改良が加えられている。テキサス自治体同盟は2004年から2008年までの毎年、この図書館に「図書館における優秀業績」賞を与えた。

## 交通
リチャードソン市は地域の主要ハイウェイの配置で戦略的な位置づけにあり、ダラス・フォートワース都市圏で第2の雇用中心である市内に通勤する労働者に便利なものになっている。アメリカ国道75号線が市内を南北に2分している。テキサス州道190号線が市の北部を、州間高速道路635号線が市の南部を通っている。市内にはダラス郡高速鉄道（ダート）の駅が4つあり、ダラス市など他の郊外都市よりも多い。4つの駅のうち3つは無料駐車場を備え、パークアンドライドを選択できる。4つの駅はテレコム・コリダー地域に隣接し、通勤者や住人にとって戦略的なハイチになっている。駅に接続するバスがあり、通勤者を安全に目的地まで運んでいる。ダートのバス路線は市内全域で利用可能である。市の歩行指数は100点満点の85点であり、歩行者に優しいものになっている。

### 主要高規格道路
- 州間高速道路635号線 - ロンドン・B・ジョンソン・フリーウェイ
- アメリカ国道75号線 - ノースセントラル・イクスプレスウェイ
- テキサス州道190号線 - プレジデント・ジョージ・ブッシュ・ターンパイク、有料

### ライトレール
- ダラス地域高速鉄道（ダート）: レッドライン
  - スプリングバレー駅
  - アラパホセンター駅
  - ギャラティン公園駅
  - ブッシュ・ターンパイク駅

## 著名な出身者と住人
- ジェンセン・アクレス、俳優[50]
- ニコール・ビルダーバック、女優
- ジャスティン・レナード、プロゴルファー
- ショーン・マイケルズ、WWE のプロレスラー[51]
- アン・ライス、著作家[52]
- アシュリー・シンプソン、シンガーソングライター
- ジェシカ・シンプソン、シンガーソングライター[53]
- ニック・スタール、俳優
- フランク・ティケリ、作曲家

## 昔のリチャードソン

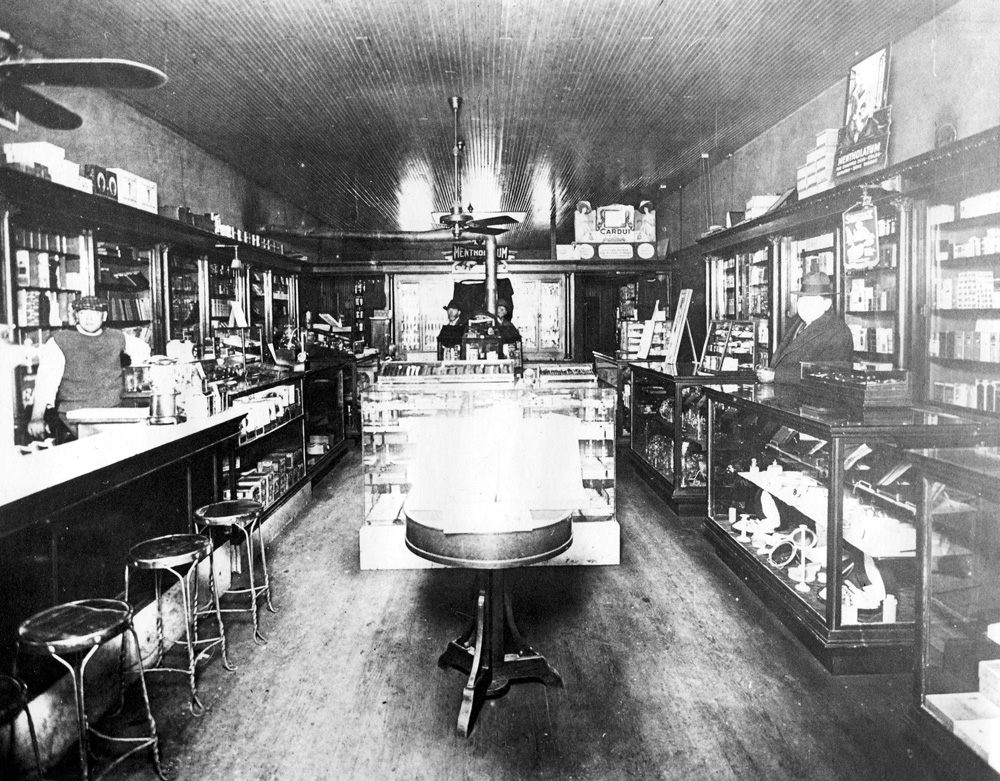
メインストリートのドラッグストア、1900年頃
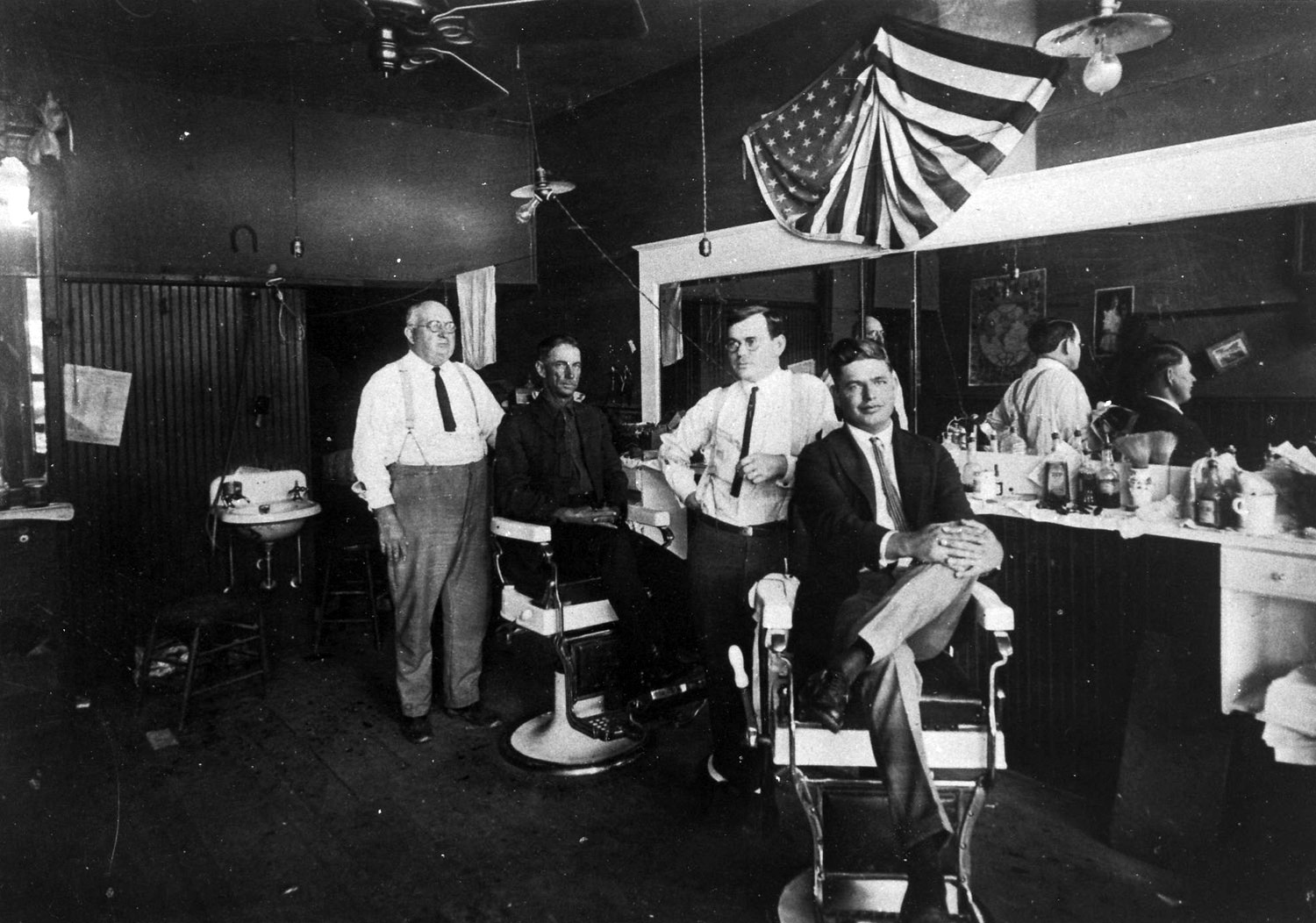
メインストリートの理容店、1920年頃
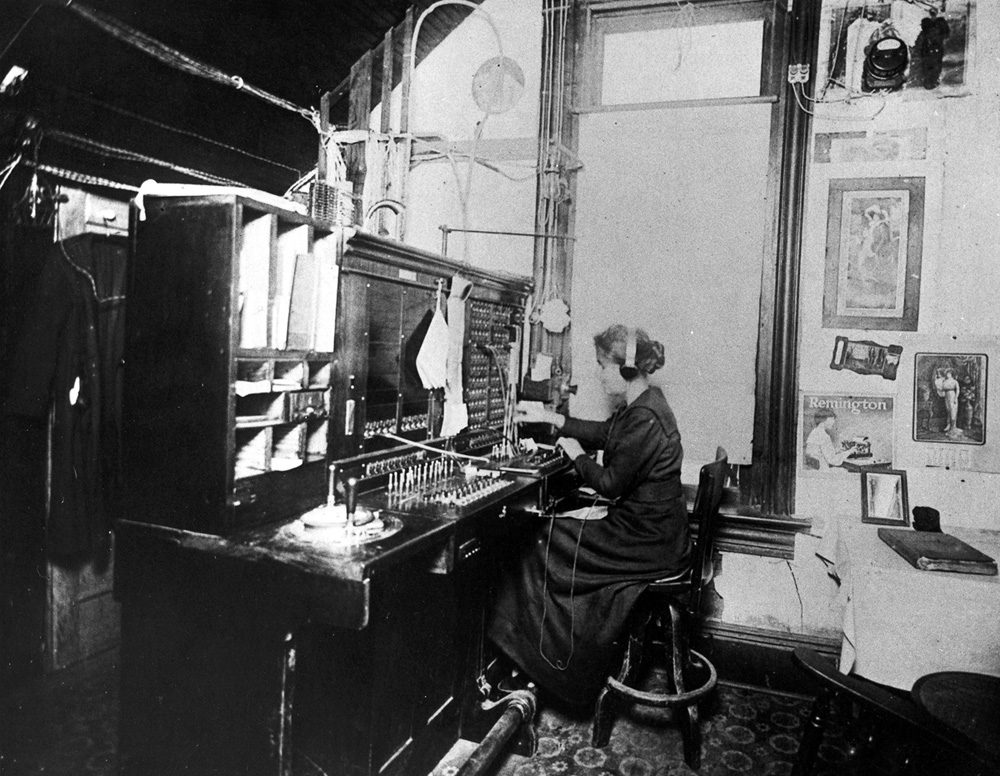
電話交換機のオペレーター、1900年頃

上の写真はリチャードソン歴史系譜学協会提供。
北テキサス大学のテキサスの歴史ポータルも参照。